# Oceans Seven

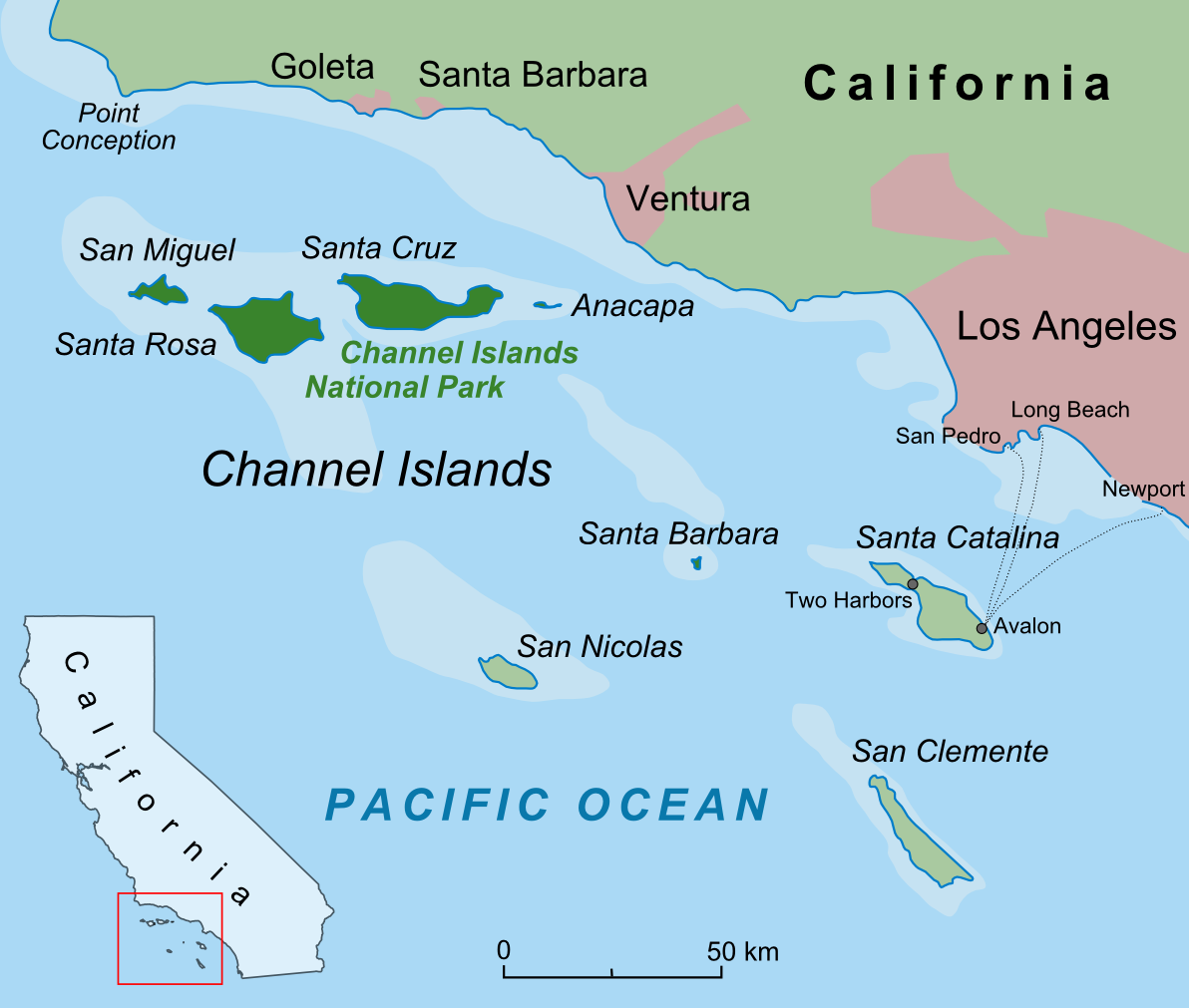
Catalina Channel

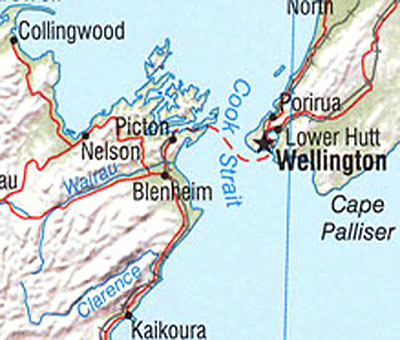
Cooksundet

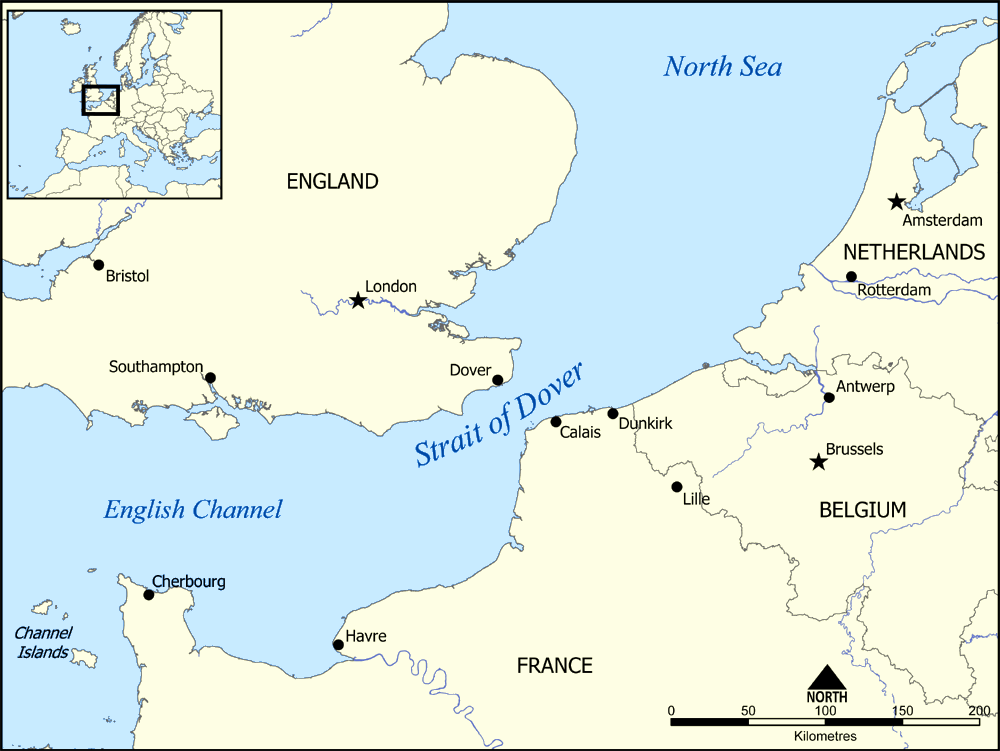
Engelska kanalen

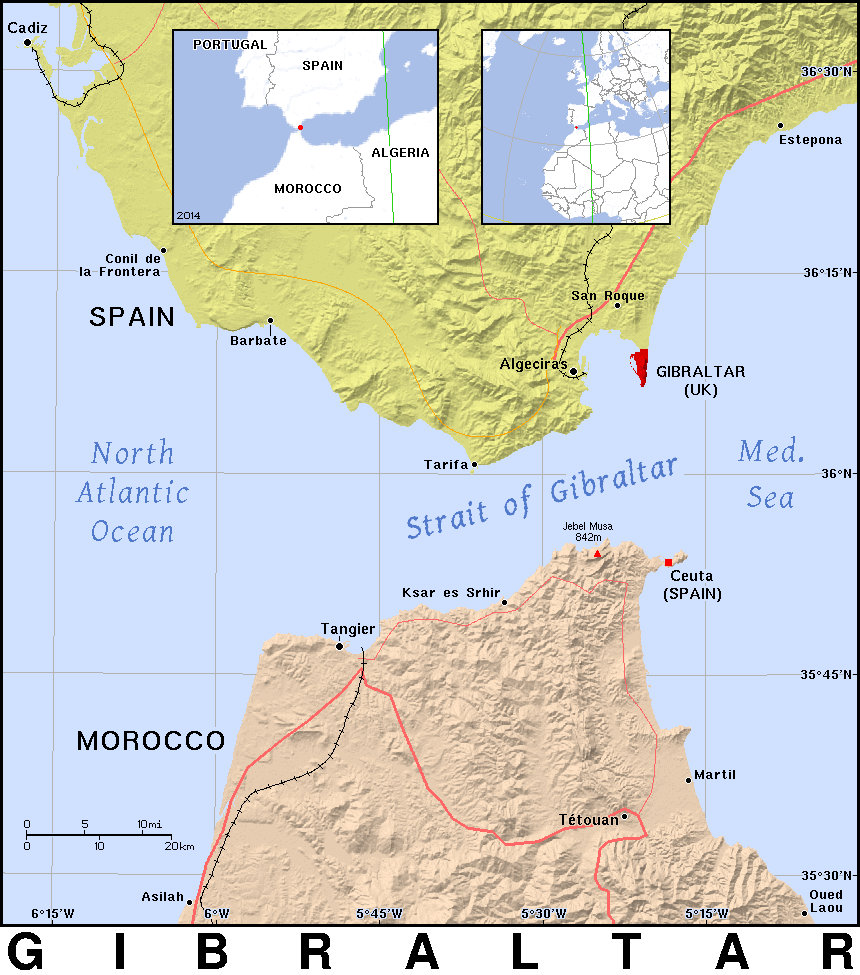
Gibraltarsundet

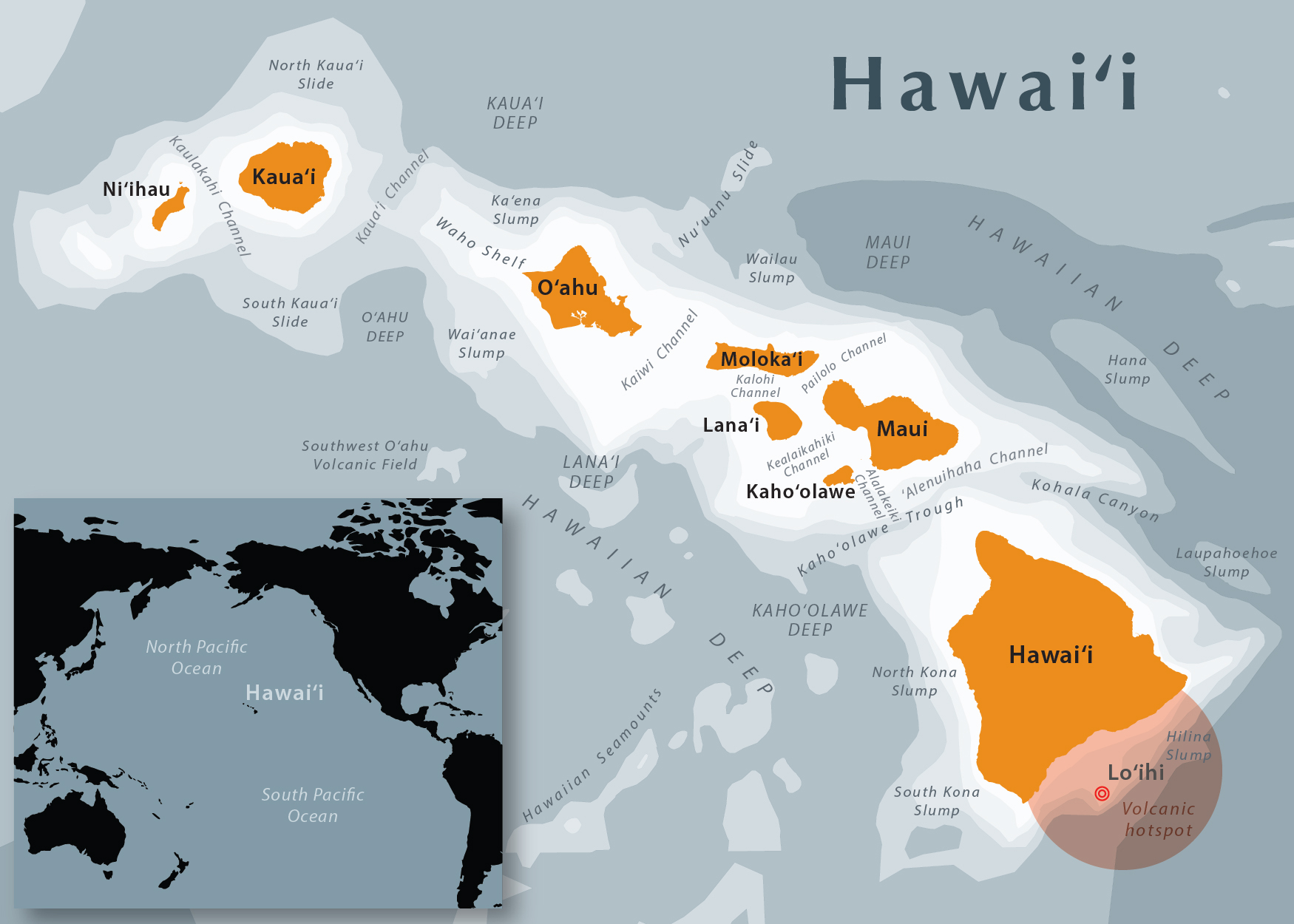
Kaiwi Channel

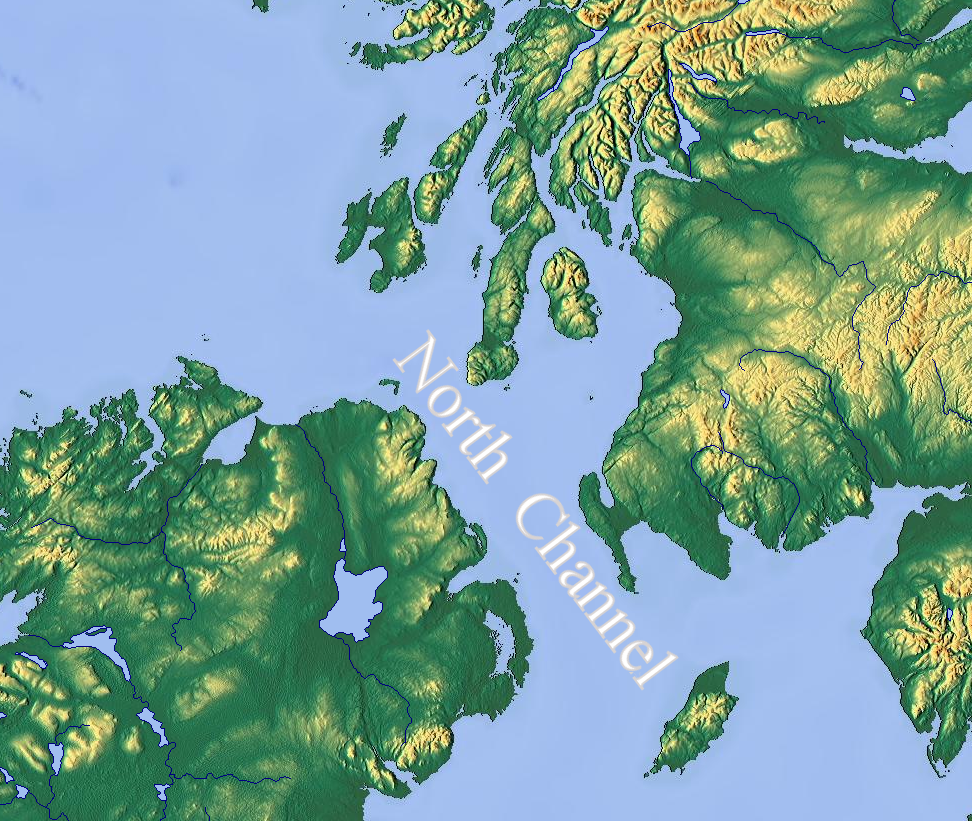
Nordkanalen

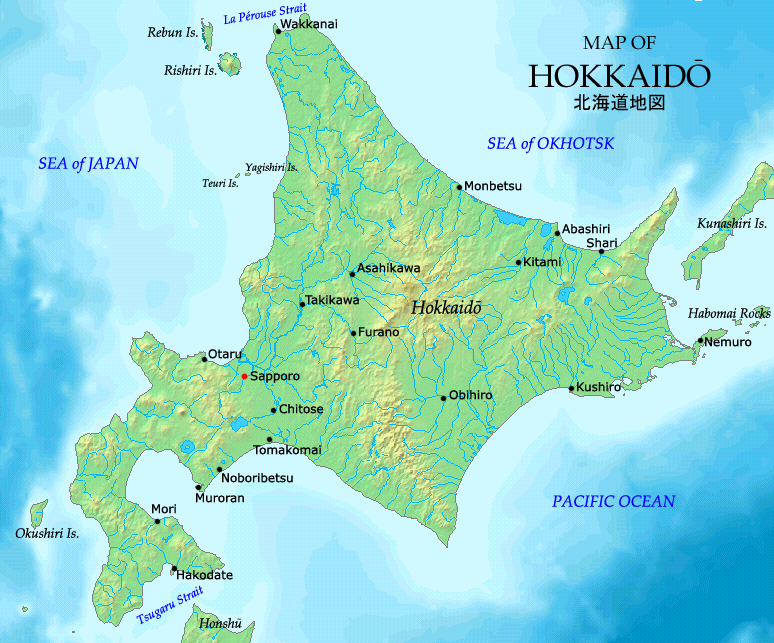
Tsugarusundet

Oceans Seven, svenska Sju hav, är beteckningen för en simtävling där simmaren ensam och utan assistans ska genomföra sju bestämda långsträckor i öppet vatten. En simning av alla angivna sträckor är en bedrift och utmaning inom simsporten.
En motsvarighet inom bergsbestigning är "Seven summits".

## Listan över sträckorna
Simsträckorna är utspridda över två oceaner (Stilla havet och Atlanten) och fyra randhav (Japanska havet, Irländska sjön, Nordsjön och Tasmanhavet).
| sträcka          | start / mål                            | längd   |
| ---------------- | -------------------------------------- | ------- |
| Catalina Channel | Santa Catalina Island - Kalifornien US | 32,3 km |
| Cooksundet       | Nordön - Sydön, Nya Zeeland            | 22,5 km |
| Engelska kanalen | England - Frankrike                    | 33,0 km |
| Gibraltarsundet  | Marocko - Spanien                      | 14,4 km |
| Kaiwi Channel    | Molokai - Oahu, Hawaii US              | 42,0 km |
| Nordkanalen      | Nordirland - Skottland, Storbritannien | 34,5 km |
| Tsugarusundet    | Honshu - Hokkaido, Japan               | 19,5 km |

## Historia
Tävlingen föreslogs 23 juni 2008 av amerikanske simtränaren Steven Munatones vid simförbundet World Open Water Swimming Association (WOWSA). Munatones ansåg att även simmare borde ha en liknande utmaning som bergsklättrare hade med "Seven summits".

### Genomförande Oceans Seven
Förste person att genomföra Oceans Seven var irländske Stephen Redmond. Den 14 juli 2012 simmade han över Tsugarusundet med en tid på på 12 timmar, 45 minuter som den sista av de sju sträckorna.
Första kvinnan att genomföra Oceans Seven var svenska Anna-Carin Nordin. Den 9 juli 2013 simmade hon över Nordkanalen med en tid på på 14 timmar, 21 minuter som den sista av de sju sträckorna.